# City Montessori School

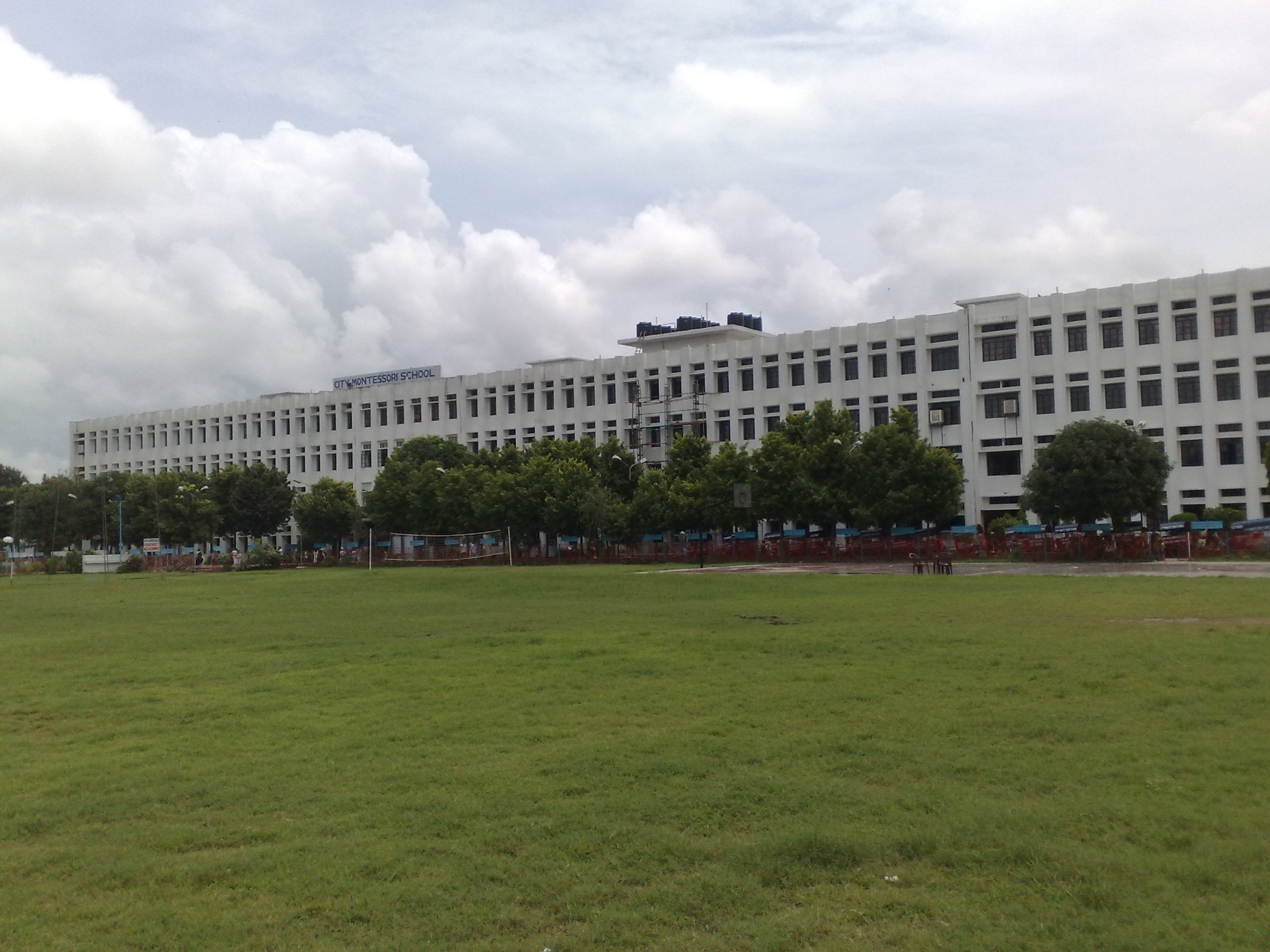
De vestiging aan Kanpur Road

De City Montessori School (CMS) is een school voor lager en middelbaar onderwijs in Lucknow, de hoofdstad van de deelstaat Uttar Pradesh in India.
In aantal leerlingen is het de grootste school ter wereld, met twintig locaties en 47.000 leerlingen in 2013.
Wereldburgerschap is een belangrijk thema voor de school.
De school is in 1959 opgericht door het echtpaar Jagdish Gandhi (1936) en Bharti Gandhi, die nog steeds deel uitmaken van het schoolbestuur.
in 2002 ontving de school de UNESCO-prijs voor Vredeseducatie, als eerste (en tot minstens 2013 enige) school die deze onderscheiding kreeg.